# (4259) McCoy
(4259) McCoy est un astéroïde de la ceinture principale.

## Description
(4259) McCoy est un astéroïde de la ceinture principale. Il fut découvert le 16 septembre 1988 à Cerro Tololo par Schelte J. Bus. Il présente une orbite caractérisée par un demi-grand axe de 2,89 UA, une excentricité de 0,05 et une inclinaison de 2,9° par rapport à l'écliptique.

## Compléments